# Liste der Mitglieder der National Academy of Sciences/1879
Im Jahr 1879 wählte die National Academy of Sciences der Vereinigten Staaten 4 Personen zu ihren Mitgliedern.

## Neugewählte Mitglieder
- Cleveland Abbe (1838–1916)
- William Farlow (1844–1919)
- Josiah W. Gibbs (1839–1903)
- Horatio C. Wood, Jr. (1841–1920)